# Christian August von Johnn (død 1791)
 Der er flere personer med dette navn, se Christian August von Johnn.
Christian August von Johnn (død 1791) var en dansk diplomat.
Han var brodersøn til Christian August von Johnn. Johnn blev udnævnt til sekretær hos Cai Ranzau, da denne 1762 skulle afgå som dansk afsending tillige med Carl Juel til den påtænkte konference i Berlin, og senere fungerede han som legationssekretær i Stockholm. Han døde 1791.